# Lie Lie Live
Lie Lie Live — первый мини-альбом фронтмена американской группы System of a Down Сержа Танкяна, вышедший в 2008 году. Содержит ремиксы и концертные записи некоторых песен. Альбом издан 1 июля 2008 года, почти через год после выпуска дебютного альбома - Elect the Dead.

## Список композиций
Слова и музыка всех песен — Серж Танкян.
| №  | Название                                    | Длительность |
| -- | ------------------------------------------- | ------------ |
| 1. | «Lie Lie Lie» (Концерт MySpace)             | 3:49         |
| 2. | «The Unthinking Majority» (Концерт MySpace) | 3:53         |
| 3. | «Empty Walls» (Victorious Club Mix)         | 5:45         |
| 4. | «Sky Is Over» (Fawk Yeah Remix)             | 3:39         |
| 5. | «Empty Walls» (Dub Remix)                   | 4:01         |

## Над альбомом работали

### Концертные песни

#### Серж Танкян и группа The F.C.C.
- Серж Танкян — фортепиано, вокал, синтезатор.
- Дэн Монти — гитара, бэк-вокал.
- Трой Зеглер — барабаны.
- Ларри Лалонде — гитара, бэк-вокал.
- Марио Пальяруло — бас-гитара, бэк-вокал.

### Ремиксы
- DJ Lethal — Empty Walls (Victorious Club Mix)
- DJ C-Minus — Sky Is Over (Fawk Yeah Remix)